# Estación de Blois - Chambord
La estación de Blois - Chambord es una estación ferroviaria francesa situada en el departamento de Loir et Cher, en la región de Centro. Es la principal estación de la ciudad de Blois. Por ella circulan tanto trenes de grandes líneas, como de media distancia y regionales.

## Historia
La primera estación de Blois fue abierta en 1847 poco después de enlazar las estaciones de Tours y Orleans. Sin embargo la apertura de las líneas de Vendôme y Romorantin saturaron rápidamente las instalaciones existentes así que se decidió reconstruir la estación algo más arriba entre 1890 y 1893 lo que supuso una amplia restructuración del barrio.
En 1938, la línea Párís-Burdeos fue electrificada.
En la década de los 90, un edificio cercano a la estación y dedicado a la clasificación de los envíos postales fue derruido y sustituido por un aparcamiento. 

## Situación ferroviaria
Está situada en el punto kilométrico 179,810 de la línea París-Burdeos. 

## Descripción
La estación es un edificio de piedra de planta rectangular, compuesto de dos pisos. Es de estilo clásico, con una sobria decoración. La fachada principal muestra cinco amplias puertas acristaladas y otras tantas ventanas.
A los tres andenes de la estación acceden cuatro vías, numeradas del 1 al 4. Un paso subterráneo permite ir desde la vía 1 a la vía 2. El acceso a las vías 3 y 4 debe realizarse a nivel. Todas ellas están recubiertas parcialmente por una amplia marquesina metálica. Nueve vías más de garaje completan la estación. 
Dispone de atención comercial continua y de máquinas expendedoras de billetes.

## Servicios ferroviarios

### Larga Distancia
Los trenes Elipsos que unen Francia con España hacen parada en la estación:
- Línea París ↔ Madrid. Trenes Elipsos nocturnos.

### Media Distancia
Los intercités y Aqualys, enlazan las siguientes ciudades:
- Línea París ↔ Royan. Intercités, sólo circula en verano.
- Línea París ↔ Tours. Aqualys.
- Línea París ↔ Blois. Aqualys.

### Regionales
Los trenes regionales TER e Interloire circulan por las líneas:
- Línea Nantes / Saint-Nazaire / Le Croisic ↔ Orleans. Interloire.
- Línea Tours ↔ Orleans. TER.